# Afrikaans kampioenschap voetbal 2015 (kwalificatie)
Dit artikel beschrijft de kwalificatie voor het Afrikaans kampioenschap voetbal 2015, het voetbaltoernooi dat door de Confédération Africaine de Football wordt georganiseerd voor landen uit Afrika.
Marokko was de oorspronkelijke organisator van het toernooi, maar miste de deadline op 9 november 2014 om hun bereidheid tot organiseren te bevestigen. Ze misten deze omdat ze het toernooi wilden uitstellen vanwege de Ebola-uitbraak in West-Afrika. De CAF zou een nieuwe organisator aanduiden, en Marokko werd gediskwalificeerd. Op 14 november 2014 werd Equatoriaal-Guinea aangeduid als organisator, wat betekende dat het land alsnog deel mocht nemen aan het Afrikaans kampioenschap, nadat het eerder wegens het opstellen van een ongerechtigde speler in de voorrondes was gediskwalificeerd.

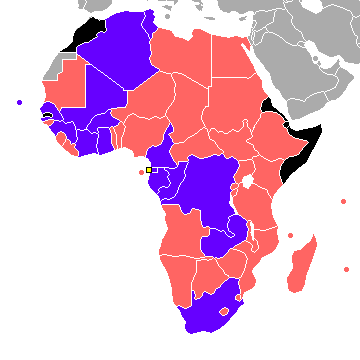
Gekwalificeerd
Niet gekwalificeerd
Gediskwalificeerd of teruggetrokken
Niet lid van CAF

## Opzet
De volgende landen deden mee aan de kwalificaties:
| Beginnen in de groepsfase | Beginnen in de eerste ronde | Beginnen in de voorronde                                                               |
| --- | --- | -------------------------------------------------------------------------------------- |
| 1. Nigeria (39,5 pnt) 2. Ghana (38 pnt) 3. Ivoorkust (36 pnt) 4. Zambia (33 pnt) 5. Burkina Faso (32 pnt) 6. Mali (30 pnt) 7. Tunesië (22,5 pnt) 8. Algerije (18 pnt) 9. Angola (17 pnt) 10. Kaapverdië (16,5 pnt) 11. Togo (14,5 pnt) 12. Egypte (14,5 pnt) 13. Zuid-Afrika (13,5 pnt) 14. Kameroen (13,5 pnt) 15. Congo-Kinshasa (12 pnt) 16. Ethiopië (12 pnt) 17. Gabon (12 pnt) 18. Niger (11 pnt) 19. Guinee (11 pnt) 20. Senegal (11 pnt) 21. Soedan (10,5 pnt) | 1. Libië (10.5 pnt) 2. Equatoriaal-Guinea (9 pnt) 3. Botswana (8 pnt) 4. Malawi (7 pnt) 5. Oeganda (6,5 pnt) 6. Mozambique (6 pnt) 7. Benin (5,5 pnt) 8. Sierra Leone (5 pnt) 9. Congo-Brazzaville (5 pnt) 10. Centraal-Afrikaanse Republiek (4,5 pnt) 11. Zimbabwe (4 pnt) 12. Kenia (4 pnt) 13. Liberia (3,5 pnt) 14. Gambia (3,5 pnt) 15. Rwanda (3,5 pnt) 16. Tanzania (3,5 pnt) 17. Namibië (3 pnt) 18. Burundi(2 pnt) 19. Lesotho (2 pnt) 20. Guinee-Bissau (1,5 pnt) 21. Madagaskar (1,5 pnt) 22. Tsjaad (1 pnt) 23. Sao Tomé en Principe (1 pnt) 24. Seychellen (1 pnt) 25. Comoren (0,5 pnt) 26. Swaziland (0,5 pnt) | 1. Mauritius (0,5 pnt) 2. Eritrea (0 pnt) 3. Mauritanië (0 pnt) 4. Zuid-Soedan (0 pnt) |

* Djibouti en Somalië doen niet mee aan de kwalificaties

## Voorronde
In de voorronde speelden de landen die 48-51 staan op de CAF Ranglijst

### Uitslagen
| Team 1     | Tot.  | Team 2      | 1e wedstr. | 2e wedstr. |
| ---------- | ----- | ----------- | ---------- | ---------- |
| Mauritanië | 3 – 0 | Mauritius   | 1 – 0      | 2 – 0      |
| Eritrea    | w/o   | Zuid-Soedan | —          | —          |

### Wedstrijden
|                     |            |       |           |                                                              |
| 12 april 2014 17:00 | Mauritanië | 1 − 0 | Mauritius | Stade Olympique, Nouakchott Scheidsrechter: Maguette N'Diaye |
| 12 april 2014 17:00 | Ba 23'     |       |           | Stade Olympique, Nouakchott Scheidsrechter: Maguette N'Diaye |

|                     |           |                     |            |                                                           |
| 20 april 2014 15:30 | Mauritius | 0 – 2               | Mauritanië | Stade George V, Curepipe Scheidsrechter: Samuel Chirindza |
| 20 april 2014 15:30 |           | 38' Sow 90+2' Ahmed |            | Stade George V, Curepipe Scheidsrechter: Samuel Chirindza |

Mauritanië plaatste zich voor de eerste ronde.
|                  |         |           |             |  |
| 11–13 april 2014 | Eritrea | Walk-over | Zuid-Soedan |  |
| 11–13 april 2014 |         |           |             |  |

|                  |             |           |         |  |
| 18–20 april 2014 | Zuid-Soedan | Walk-over | Eritrea |  |
| 18–20 april 2014 |             |           |         |  |

Zuid-Soedan plaatste zich voor de eerste ronde, omdat Eritrea zich terugtrok.

## Eerste ronde
De loting voor de eerste ronde vond plaats op 27 april 2014 in Caïro, Egypte. De zesentwintig landen die op plaatsen 22-47 staan starten in deze ronde. De twee gekwalificeerden uit de voorronde werden aan deze landen toegevoegd.

### Uitslagen
| Team 1                        | Tot.     | Team 2             | 1e wedstr. | 2e wedstr. |
| ----------------------------- | -------- | ------------------ | ---------- | ---------- |
| Liberia                       | 1 − 2    | Lesotho            | 1 − 0      | 0 − 2      |
| Kenia                         | 2 − 1    | Comoren            | 1 − 0      | 1 − 1      |
| Madagaskar                    | 2 − 2(u) | Oeganda            | 2 − 1      | 0 − 1      |
| Mauritanië                    | w/o      | Equatoriaal-Guinea | 1 − 0      | 0 − 3      |
| Namibië                       | 1 − 3    | Congo-Brazzaville  | 1 − 0      | 0 − 3      |
| Libië                         | 0 − 3    | Rwanda             | 0 − 0      | 0 − 3      |
| Burundi                       | 0 − 1    | Botswana           | 0 − 0      | 0 − 1      |
| Centraal-Afrikaanse Republiek | 1 − 3    | Guinee-Bissau      | 0 − 0      | 1 − 3      |
| Swaziland                     | 1 − 2    | Sierra Leone       | 1 − 1      | 0 − 1      |
| Gambia                        | walkover | Seychellen         | —          | —          |
| Sao Tomé en Principe          | 0 − 4    | Benin              | 0 − 2      | 0 − 2      |
| Malawi                        | 3 − 3(u) | Tsjaad             | 2 − 0      | 1 − 3      |
| Tanzania                      | 3 − 2    | Zimbabwe           | 1 − 0      | 2 − 2      |
| Mozambique                    | 5 − 0    | Zuid-Soedan        | 5 − 0      | 0 − 0      |

## Tweede ronde
De loting voor de tweede ronde vond ook plaats op 27 april 2014 in Caïro, Egypte. Hierin strijden de veertien winnaars uit de tweede ronde om zeven plaatsen in de groepsfase.

### Uitslagen
| Team 1            | Tot.          | Team 2        | 1e wedstr. | 2e wedstr. |
| ----------------- | ------------- | ------------- | ---------- | ---------- |
| Lesotho           | 1 − 0         | Kenia         | 1 – 0      | 0 – 0      |
| Oeganda           | 3 − 0         | Mauritanië    | 2 – 0      | 1 – 0      |
| Congo-Brazzaville | w/o           | Rwanda        | 2 – 0      | 0 – 2      |
| Botswana          | 3 − 1         | Guinee-Bissau | 2 – 0      | 1 – 1      |
| Sierra Leone      | w/o           | Seychellen    | 2 – 0      | −          |
| Benin             | 1 − 1(3-4 p.) | Malawi        | 1 – 0      | 0 – 1      |
| Tanzania          | 3 − 4         | Mozambique    | 2 – 2      | 1 – 2      |

## Groepsfase
| Legenda |
| --- |
| De top 2 van elke groep en de beste nummer drie plaatsen zich voor het eindtoernooi in Equatoriaal-Guinea in 2015. |

### Groep A
| Team              | Gsp | G | G | V | DV | DT | DS | Pnt |
| ----------------- | --- | - | - | - | -- | -- | -- | --- |
| Zuid-Afrika       | 6   | 3 | 3 | 0 | 9  | 3  | +6 | 12  |
| Congo-Brazzaville | 6   | 3 | 1 | 2 | 6  | 6  | 0  | 10  |
| Nigeria           | 6   | 2 | 2 | 2 | 9  | 7  | +2 | 8   |
| Soedan            | 6   | 1 | 0 | 4 | 3  | 11 | −8 | 3   |

|                        |        |                               |             |                                                                |
| 5 september 2014 20:00 | Soedan | 0 – 3                         | Zuid-Afrika | Al-Merrikh Stadion, Omdurman Scheidsrechter: Mehdi Abid Charef |
| 5 september 2014 20:00 |        | 55', 62' Vilakazi 79' Ndulula |             | Al-Merrikh Stadion, Omdurman Scheidsrechter: Mehdi Abid Charef |

|                        |                        |       |                               |                                                            |
| 6 september 2014 17:00 | Nigeria                | 2 – 3 | Congo-Brazzaville             | U. J. Esuenestadion, Calabar Scheidsrechter: Joseph Lamtey |
| 6 september 2014 17:00 | Ambrose 13' Salami 89' |       | 16' Oniangue 40', 53' Bifouma | U. J. Esuenestadion, Calabar Scheidsrechter: Joseph Lamtey |

|                         |                        |       |        |                                                                  |
| 10 september 2014 15:30 | Congo-Brazzaville      | 2 – 0 | Soedan | Stade Municipal, Pointe-Noire Scheidsrechter: Omar Mohamed Ragab |
| 10 september 2014 15:30 | Doré 4' Oniangue 90+1' |       |        | Stade Municipal, Pointe-Noire Scheidsrechter: Omar Mohamed Ragab |

|                         |             |       |         |                                                         |
| 10 september 2014 20:05 | Zuid-Afrika | 0 – 0 | Nigeria | Groenpuntstadion, Kaapstad Scheidsrechter: Joshua Bondo |
| 10 september 2014 20:05 |             |       |         | Groenpuntstadion, Kaapstad Scheidsrechter: Joshua Bondo |

|                       |                   |                        |             |                                                                  |
| 11 oktober 2014 15:30 | Congo-Brazzaville | 0 – 2                  | Zuid-Afrika | Stade Municipal, Pointe-Noire Scheidsrechter: Bouchaïb El Ahrach |
| 11 oktober 2014 15:30 |                   | 52' Ndulula 54' Rantie |             | Stade Municipal, Pointe-Noire Scheidsrechter: Bouchaïb El Ahrach |

|                       |              |       |         |                                                         |
| 11 oktober 2014 20:00 | Soedan       | 1 – 0 | Nigeria | Khartoumstadion, Khartoem Scheidsrechter: Janny Sikazwe |
| 11 oktober 2014 20:00 | Almadina 42' |       |         | Khartoumstadion, Khartoem Scheidsrechter: Janny Sikazwe |

|                       |                           |       |             |                                                 |
| 15 oktober 2014 17:00 | Nigeria                   | 3 – 1 | Soedan      | Abujastadion, Abuja Scheidsrechter: Sidi Alioum |
| 15 oktober 2014 17:00 | Musa 48', 90' Olanare 66' |       | 56' Ibrahim | Abujastadion, Abuja Scheidsrechter: Sidi Alioum |

|                       |             |       |                   |                                                              |
| 15 oktober 2014 20:05 | Zuid-Afrika | 0 – 0 | Congo-Brazzaville | Peter Mokabastadion, Polokwane Scheidsrechter: Badara Diatta |
| 15 oktober 2014 20:05 |             |       |                   | Peter Mokabastadion, Polokwane Scheidsrechter: Badara Diatta |

|                        |                       |       |             |                                                              |
| 15 november 2014 15:00 | Zuid-Afrika           | 2 – 1 | Soedan      | Moses Mabhidastadion, Durban Scheidsrechter: Mohamed Benouza |
| 15 november 2014 15:00 | Serero 38' Rantie 54' |       | 74' Ibrahim | Moses Mabhidastadion, Durban Scheidsrechter: Mohamed Benouza |

|                        |                   |                             |         |                                                            |
| 15 november 2014 15:30 | Congo-Brazzaville | 0 – 2                       | Nigeria | Stade Municipal, Pointe-Noire Scheidsrechter: Gehad Grisha |
| 15 november 2014 15:30 |                   | 59' (pen.) Uche 90' Olanare |         | Stade Municipal, Pointe-Noire Scheidsrechter: Gehad Grisha |

|                        |                  |       |                 |                                                                               |
| 19 november 2014 18:00 | Nigeria          | 2 – 2 | Zuid-Afrika     | Akwa Ibom Internationaal Stadion, Uyo Scheidsrechter: Rajindraparsad Seechurn |
| 19 november 2014 18:00 | Aluko 68', 90+4' |       | 42', 48' Rantie | Akwa Ibom Internationaal Stadion, Uyo Scheidsrechter: Rajindraparsad Seechurn |

|                        |        |             |                   |                                                           |
| 19 november 2014 20:00 | Soedan | 0 – 1       | Congo-Brazzaville | Khartoumstadion, Khartoem Scheidsrechter: Sylvester Kirwa |
| 19 november 2014 20:00 |        | 63' N'Ganga |                   | Khartoumstadion, Khartoem Scheidsrechter: Sylvester Kirwa |

### Groep B
| Team     | Gsp | G | G | V | DV | DT | DS | Pnt |
| -------- | --- | - | - | - | -- | -- | -- | --- |
| Algerije | 6   | 5 | 0 | 1 | 11 | 4  | +7 | 15  |
| Mali     | 6   | 3 | 0 | 3 | 8  | 6  | +2 | 9   |
| Malawi   | 6   | 2 | 1 | 3 | 5  | 9  | −4 | 7   |
| Ethiopië | 6   | 1 | 1 | 4 | 7  | 12 | −5 | 4   |

|                        |                      |       |                         |                                                                  |
| 6 september 2014 16:00 | Ethiopië             | 1 – 2 | Algerije                | Addis Ababa Stadion, Addis Abeba Scheidsrechter: Bernard Camille |
| 6 september 2014 16:00 | Saladin 90+5' (pen.) |       | 35' Soudani 84' Brahimi | Addis Ababa Stadion, Addis Abeba Scheidsrechter: Bernard Camille |

|                        |                        |       |        |                                                              |
| 7 september 2014 16:00 | Mali                   | 2 – 0 | Malawi | Stade du 26 Mars, Bamako Scheidsrechter: Joshua Opeyemi Amao |
| 7 september 2014 16:00 | Sako 52' Diabaté 90+2' |       |        | Stade du 26 Mars, Bamako Scheidsrechter: Joshua Opeyemi Amao |

|                         |                              |       |                         |                                                                  |
| 10 september 2014 14:30 | Malawi                       | 3 – 2 | Ethiopië                | Kamazustadion, Blantyre Scheidsrechter: Mohamed Hussein El-Fadil |
| 10 september 2014 14:30 | Nyondo 18', 66' F. Banda 62' |       | 44' Getaneh 90+2' Saleh | Kamazustadion, Blantyre Scheidsrechter: Mohamed Hussein El-Fadil |

|                         |             |       |      |                                                            |
| 10 september 2014 20:30 | Algerije    | 1 – 0 | Mali | Mustapha Tchakerstadion, Blida Scheidsrechter: Sidi Alioum |
| 10 september 2014 20:30 | Medjani 83' |       |      | Mustapha Tchakerstadion, Blida Scheidsrechter: Sidi Alioum |

|                       |        |                           |          |                                                      |
| 11 oktober 2014 14:30 | Malawi | 0 – 2                     | Algerije | Kamazustadion, Blantyre Scheidsrechter: Victor Gomes |
| 11 oktober 2014 14:30 |        | 10' Halliche 90+2' Mesbah |          | Kamazustadion, Blantyre Scheidsrechter: Victor Gomes |

|                       |          |                        |      |                                                                     |
| 11 oktober 2014 16:00 | Ethiopië | 0 – 2                  | Mali | Addis Ababa Stadion, Addis Abeba Scheidsrechter: Mohamed Said Kordi |
| 11 oktober 2014 16:00 |          | 33' Diaby 62' Yatabaré |      | Addis Ababa Stadion, Addis Abeba Scheidsrechter: Mohamed Said Kordi |

|                       |                       |       |                                  |                                                              |
| 15 oktober 2014 18:00 | Mali                  | 2 – 3 | Ethiopië                         | Stade du 26 Mars, Bamako Scheidsrechter: Hamada Nampiandraza |
| 15 oktober 2014 18:00 | Sako 32' Yatabaré 70' |       | 36' Oumed 45' Getaneh 90' Abebaw | Stade du 26 Mars, Bamako Scheidsrechter: Hamada Nampiandraza |

|                       |                                   |       |        |                                                                         |
| 15 oktober 2014 20:30 | Algerije                          | 3 – 0 | Malawi | Mustapha Tchakerstadion, Blida Scheidsrechter: Mohamed Hussein El-Fadil |
| 15 oktober 2014 20:30 | Brahimi 2' Mahrez 45' Slimani 54' |       |        | Mustapha Tchakerstadion, Blida Scheidsrechter: Mohamed Hussein El-Fadil |

|                        |                          |       |      |                                                        |
| 15 november 2014 14:30 | Malawi                   | 2 – 0 | Mali | Kamazustadion, Blantyre Scheidsrechter: Hudu Munyemana |
| 15 november 2014 14:30 | Ng'ambi 65' Kanyande 86' |       |      | Kamazustadion, Blantyre Scheidsrechter: Hudu Munyemana |

|                        |                                       |       |           |                                                               |
| 15 november 2014 20:30 | Algerije                              | 3 – 1 | Ethiopië  | Mustapha Tchakerstadion, Blida Scheidsrechter: Ali Lemghaifry |
| 15 november 2014 20:30 | Feghouli 32' Mahrez 40' Brahimi 45+2' |       | 21' Oumed | Mustapha Tchakerstadion, Blida Scheidsrechter: Ali Lemghaifry |

|                        |                                  |       |          |                                                        |
| 19 november 2014 14:00 | Mali                             | 2 – 0 | Algerije | Stade du 26 Mars, Bamako Scheidsrechter: Joseph Lamtey |
| 19 november 2014 14:00 | Keita 29' (pen.) M. Yatabaré 51' |       |          | Stade du 26 Mars, Bamako Scheidsrechter: Joseph Lamtey |

|                        |          |       |        |                                                                 |
| 19 november 2014 17:00 | Ethiopië | 0 – 0 | Malawi | Addis Ababa Stadion, Addis Abeba Scheidsrechter: Rédouane Jiyed |
| 19 november 2014 17:00 |          |       |        | Addis Ababa Stadion, Addis Abeba Scheidsrechter: Rédouane Jiyed |

### Groep C
| Team         | Gsp | G | G | V | DV | DT | DS | Pnt |
| ------------ | --- | - | - | - | -- | -- | -- | --- |
| Gabon        | 6   | 3 | 3 | 0 | 9  | 4  | +5 | 12  |
| Burkina Faso | 6   | 3 | 2 | 1 | 8  | 4  | +4 | 11  |
| Angola       | 6   | 1 | 3 | 2 | 5  | 5  | 0  | 6   |
| Lesotho      | 6   | 0 | 2 | 4 | 3  | 12 | −9 | 2   |

|                        |                             |       |         |                                                             |
| 6 september 2014 16:00 | Burkina Faso                | 2 – 0 | Lesotho | Stade du 4-Août, Ouagadougou Scheidsrechter: Hudu Munyemana |
| 6 september 2014 16:00 | Pitroipa 11' Al. Traoré 49' |       |         | Stade du 4-Août, Ouagadougou Scheidsrechter: Hudu Munyemana |

|                        |               |       |        |                                                              |
| 6 september 2014 17:00 | Gabon         | 1 – 0 | Angola | Stade d'Angondjé, Libreville Scheidsrechter: Mahamadou Keita |
| 6 september 2014 17:00 | Mbingui 45+2' |       |        | Stade d'Angondjé, Libreville Scheidsrechter: Mahamadou Keita |

|                         |        |                             |              |                                                             |
| 10 september 2014 17:00 | Angola | 0 – 3                       | Burkina Faso | Estádio 11 de Novembro, Luanda Scheidsrechter: Victor Gomes |
| 10 september 2014 17:00 |        | 43' Bancé 49', 57' Pitroipa |              | Estádio 11 de Novembro, Luanda Scheidsrechter: Victor Gomes |

|                         |              |       |             |                                                            |
| 10 september 2014 19:00 | Lesotho      | 1 – 1 | Gabon       | Setsotostadion, Maseru Scheidsrechter: Hamada Nampiandraza |
| 10 september 2014 19:00 | Lekhanya 60' |       | 80' Madinda | Setsotostadion, Maseru Scheidsrechter: Hamada Nampiandraza |

|                       |         |       |        |                                                    |
| 10 oktober 2014 19:30 | Lesotho | 0 – 0 | Angola | Setsotostadion, Maseru Scheidsrechter: Kokou Fagla |
| 10 oktober 2014 19:30 |         |       |        | Setsotostadion, Maseru Scheidsrechter: Kokou Fagla |

|                       |                     |       |              |                                                            |
| 11 oktober 2014 18:30 | Gabon               | 2 – 0 | Burkina Faso | Stade d'Angondjé, Libreville Scheidsrechter: Joseph Lamtey |
| 11 oktober 2014 18:30 | Aubameyang 68', 74' |       |              | Stade d'Angondjé, Libreville Scheidsrechter: Joseph Lamtey |

|                       |                                                |       |         |                                                                    |
| 15 oktober 2014 17:00 | Angola                                         | 4 – 0 | Lesotho | Estádio 11 de Novembro, Luanda Scheidsrechter: Ali Mohamed Adelaïd |
| 15 oktober 2014 17:00 | Bastos 2' Papel 33' Koetle 47' (e.d.) Love 57' |       |         | Estádio 11 de Novembro, Luanda Scheidsrechter: Ali Mohamed Adelaïd |

|                       |              |       |            |                                                           |
| 15 oktober 2014 18:00 | Burkina Faso | 1 – 1 | Gabon      | Stade du 4-Août, Ouagadougou Scheidsrechter: Joshua Bondo |
| 15 oktober 2014 18:00 | Pitroipa 30' |       | 76' Evouna | Stade du 4-Août, Ouagadougou Scheidsrechter: Joshua Bondo |

|                        |         |             |              |                                                           |
| 15 november 2014 16:00 | Lesotho | 0 – 1       | Burkina Faso | Setsotostadion, Maseru Scheidsrechter: Thierry Nkurunziza |
| 15 november 2014 16:00 |         | 3' Pitroipa |              | Setsotostadion, Maseru Scheidsrechter: Thierry Nkurunziza |

|                        |        |       |       |                                                               |
| 15 november 2014 16:00 | Angola | 0 – 0 | Gabon | Estádio 11 de Novembro, Luanda Scheidsrechter: Tessema Bamlak |
| 15 november 2014 16:00 |        |       |       | Estádio 11 de Novembro, Luanda Scheidsrechter: Tessema Bamlak |

|                        |                       |       |                   |                                                               |
| 19 november 2014 18:00 | Burkina Faso          | 1 – 1 | Angola            | Stade du 4-Août, Ouagadougou Scheidsrechter: Youssef Essrayri |
| 19 november 2014 18:00 | Pitroipa 45+2' (pen.) |       | 29' (pen.) Djalma | Stade du 4-Août, Ouagadougou Scheidsrechter: Youssef Essrayri |

|                        |                                       |       |                              |                                                          |
| 19 november 2014 19:00 | Gabon                                 | 4 – 2 | Lesotho                      | Stade d'Angondjé, Libreville Scheidsrechter: Denis Batte |
| 19 november 2014 19:00 | Madinda 40' Evouna 51', 80' Ndong 67' |       | 59' (e.d.), 74' (e.d.) Ndong | Stade d'Angondjé, Libreville Scheidsrechter: Denis Batte |

### Groep D
| Team           | Gsp | G | G | V | DV | DT | DS  | Pnt |
| -------------- | --- | - | - | - | -- | -- | --- | --- |
| Kameroen       | 6   | 4 | 2 | 0 | 9  | 1  | +8  | 14  |
| Ivoorkust      | 6   | 3 | 1 | 2 | 13 | 11 | +2  | 10  |
| Congo-Kinshasa | 6   | 3 | 0 | 3 | 10 | 9  | +1  | 9   |
| Sierra Leone   | 6   | 0 | 1 | 5 | 3  | 14 | −11 | 1   |

|                        |                |                           |          |                                                                 |
| 6 september 2014 14:00 | Congo-Kinshasa | 0 – 2                     | Kameroen | Stade TP Mazembe, Lubumbashi Scheidsrechter: Eric Otogo-Castane |
| 6 september 2014 14:00 |                | 45+3' N'Jie 82' Aboubakar |          | Stade TP Mazembe, Lubumbashi Scheidsrechter: Eric Otogo-Castane |

|                        |                          |       |               |                                                                        |
| 6 september 2014 17:00 | Ivoorkust                | 2 – 1 | Sierra Leone  | Stade Félix Houphouët-Boigny, Abidjan Scheidsrechter: Juste Ephrem Zio |
| 6 september 2014 17:00 | Doumbia 63' Gervinho 68' |       | 43' K. Kamara | Stade Félix Houphouët-Boigny, Abidjan Scheidsrechter: Juste Ephrem Zio |

|                         |              |                       |                |                                                                                |
| 10 september 2014 14:00 | Sierra Leone | 0 – 2                 | Congo-Kinshasa | Stade TP Mazembe, Lubumbashi (Congo-Kinshasa) Scheidsrechter: Youssef Essrayri |
| 10 september 2014 14:00 |              | 51' Mubele 88' Bokila |                | Stade TP Mazembe, Lubumbashi (Congo-Kinshasa) Scheidsrechter: Youssef Essrayri |

|                         |                                   |       |              |                                                                         |
| 10 september 2014 15:00 | Kameroen                          | 4 – 1 | Ivoorkust    | Ahmadou Ahidjo Stadion, Yaoundé Scheidsrechter: Rajindraparsad Seechurn |
| 10 september 2014 15:00 | N'Jie 15', 76' Aboubakar 38', 54' |       | 25' Y. Touré | Ahmadou Ahidjo Stadion, Yaoundé Scheidsrechter: Rajindraparsad Seechurn |

|                       |              |       |          |                                                                         |
| 11 oktober 2014 15:00 | Sierra Leone | 0 – 0 | Kameroen | Ahmadou Ahidjo Stadion, Yaoundé, (Kameroen) Scheidsrechter: Denis Batte |
| 11 oktober 2014 15:00 |              |       |          | Ahmadou Ahidjo Stadion, Yaoundé, (Kameroen) Scheidsrechter: Denis Batte |

|                       |                     |       |                     |                                                                |
| 11 oktober 2014 15:30 | Congo-Kinshasa      | 1 – 2 | Ivoorkust           | Stade Tata Raphaël, Kinshasa Scheidsrechter: Mehdi Abid Charef |
| 11 oktober 2014 15:30 | Mongungu 68' (pen.) |       | 24' Bony 83' Gradel | Stade Tata Raphaël, Kinshasa Scheidsrechter: Mehdi Abid Charef |

|                       |                   |       |              |                                                                    |
| 15 oktober 2014 15:00 | Kameroen          | 2 – 0 | Sierra Leone | Ahmadou Ahidjo Stadion, Yaoundé Scheidsrechter: Thierry Nkurunziza |
| 15 oktober 2014 15:00 | Kweuke 2' Mbia 7' |       |              | Ahmadou Ahidjo Stadion, Yaoundé Scheidsrechter: Thierry Nkurunziza |

|                       |                             |       |                                          |                                                                      |
| 15 oktober 2014 17:00 | Ivoorkust                   | 3 – 4 | Congo-Kinshasa                           | Stade Félix Houphouët-Boigny, Abidjan Scheidsrechter: Bakary Gassama |
| 15 oktober 2014 17:00 | Y. Touré 24' Kalou 68', 72' |       | 21' Kebano 33' Kabananga 36', 88' Bokila | Stade Félix Houphouët-Boigny, Abidjan Scheidsrechter: Bakary Gassama |

|                        |                |       |                                                    |                                                                                   |
| 14 november 2014 15:00 | Sierra Leone   | 1 – 5 | Ivoorkust                                          | Stade Félix Houphouët-Boigny, Abidjan (Ivoorkust) Scheidsrechter: Koman Coulibaly |
| 14 november 2014 15:00 | M. Bangura 25' |       | 7' K. Touré 49', 74' Kalou 53' Gradel 60' Gervinho | Stade Félix Houphouët-Boigny, Abidjan (Ivoorkust) Scheidsrechter: Koman Coulibaly |

|                        |               |       |                |                                                              |
| 15 november 2014 15:00 | Kameroen      | 1 – 0 | Congo-Kinshasa | Ahmadou Ahidjo Stadion, Yaoundé Scheidsrechter: Joshua Bondo |
| 15 november 2014 15:00 | Aboubakar 71' |       |                | Ahmadou Ahidjo Stadion, Yaoundé Scheidsrechter: Joshua Bondo |

|                        |           |       |          |                                                                          |
| 19 november 2014 14:00 | Ivoorkust | 0 – 0 | Kameroen | Stade Félix Houphouët-Boigny, Abidjan Scheidsrechter: Bouchaïb El Ahrach |
| 19 november 2014 14:00 |           |       |          | Stade Félix Houphouët-Boigny, Abidjan Scheidsrechter: Bouchaïb El Ahrach |

|                        |                                        |       |               |                                                            |
| 19 november 2014 15:00 | Congo-Kinshasa                         | 3 – 1 | Sierra Leone  | Stade Tata Raphaël, Kinshasa Scheidsrechter: Wiish Yabarow |
| 19 november 2014 15:00 | Bolasie 40', 90+3' Mongongu 63' (pen.) |       | 35' J. Kamara | Stade Tata Raphaël, Kinshasa Scheidsrechter: Wiish Yabarow |

### Groep E
| Team    | Gsp | G | G | V | DV | DT | DS | Pnt |
| ------- | --- | - | - | - | -- | -- | -- | --- |
| Ghana   | 6   | 3 | 2 | 1 | 11 | 7  | +4 | 11  |
| Guinee  | 6   | 3 | 1 | 2 | 10 | 8  | +2 | 10  |
| Oeganda | 6   | 2 | 1 | 3 | 4  | 5  | −1 | 7   |
| Togo    | 6   | 2 | 0 | 4 | 7  | 12 | −5 | 6   |

|                        |                                 |       |              |                                                                       |
| 5 september 2014 20:00 | Guinee                          | 2 – 1 | Togo         | Stade Mohammed V, Casablanca (Marokko) Scheidsrechter: Rédouane Jiyed |
| 5 september 2014 20:00 | Soumah 10' (pen.) Id. Sylla 45' |       | 58' J. Ayité | Stade Mohammed V, Casablanca (Marokko) Scheidsrechter: Rédouane Jiyed |

|                        |                    |       |             |                                                             |
| 6 september 2014 16:00 | Ghana              | 1 – 1 | Oeganda     | Baba Yarastadion, Kumasi Scheidsrechter: Mohamed Said Kordi |
| 6 september 2014 16:00 | A. Ayew 50' (pen.) |       | 45' Mawejje | Baba Yarastadion, Kumasi Scheidsrechter: Mohamed Said Kordi |

|                         |                           |       |                                     |                                                      |
| 10 september 2014 16:00 | Togo                      | 2 – 3 | Ghana                               | Stade de Kégué, Lomé Scheidsrechter: Mohamed Benouza |
| 10 september 2014 16:00 | F. Ayité 11' Adebayor 76' |       | 23' Gyan 34' Agyemang-Badu 85' Atsu | Stade de Kégué, Lomé Scheidsrechter: Mohamed Benouza |

|                         |                |       |        |                                                                   |
| 10 september 2014 19:30 | Oeganda        | 2 – 0 | Guinee | Mandela Nationaal Stadion, Kampala Scheidsrechter: Tessema Bamlak |
| 10 september 2014 19:30 | Massa 21', 43' |       |        | Mandela Nationaal Stadion, Kampala Scheidsrechter: Tessema Bamlak |

|                       |         |           |      |                                                                  |
| 11 oktober 2014 16:00 | Oeganda | 0 – 1     | Togo | Mandela Nationaal Stadion, Kampala Scheidsrechter: Davies Omweno |
| 11 oktober 2014 16:00 |         | 30' Kokou |      | Mandela Nationaal Stadion, Kampala Scheidsrechter: Davies Omweno |

|                       |            |       |          |                                                                           |
| 11 oktober 2014 20:00 | Guinee     | 1 – 1 | Ghana    | Stade Mohammed V, Casablanca (Marokko) Scheidsrechter: Omar Mohamed Ragab |
| 11 oktober 2014 20:00 | Traoré 81' |       | 27' Gyan | Stade Mohammed V, Casablanca (Marokko) Scheidsrechter: Omar Mohamed Ragab |

|                       |            |       |         |                                                    |
| 15 oktober 2014 15:00 | Togo       | 1 – 0 | Oeganda | Stade de Kégué, Lomé Scheidsrechter: Wiish Yabarow |
| 15 oktober 2014 15:00 | Akakpo 70' |       |         | Stade de Kégué, Lomé Scheidsrechter: Wiish Yabarow |

|                       |                                                 |       |             |                                                       |
| 15 oktober 2014 16:00 | Ghana                                           | 3 – 1 | Guinee      | Tamalestadion, Tamale Scheidsrechter: Bernard Camille |
| 15 oktober 2014 16:00 | Gyan 14' A. Ayew 57' (pen.) Agyemang-Badu 90+6' |       | 34' Yattara | Tamalestadion, Tamale Scheidsrechter: Bernard Camille |

|                        |            |       |       |                                                                             |
| 15 november 2014 16:00 | Oeganda    | 1 – 0 | Ghana | Mandela Nationaal Stadion, Kampala Scheidsrechter: Mohamed Hussein El-Fadil |
| 15 november 2014 16:00 | Kabugo 10' |       |       | Mandela Nationaal Stadion, Kampala Scheidsrechter: Mohamed Hussein El-Fadil |

|                        |                     |       |                                    |                                                  |
| 15 november 2014 15:30 | Togo                | 1 – 4 | Guinee                             | Stade de Kégué, Lomé Scheidsrechter: Slim Jedidi |
| 15 november 2014 15:30 | Adebayor 69' (pen.) |       | 25' Id. Sylla 40', 59', 65' Soumah | Stade de Kégué, Lomé Scheidsrechter: Slim Jedidi |

|                        |                                         |       |              |                                                         |
| 19 november 2014 16:00 | Ghana                                   | 3 – 1 | Togo         | Baba Yarastadion, Kumasi Scheidsrechter: Bakary Gassama |
| 19 november 2014 16:00 | Waris 25' Mubarak 28' Agyemang-Badu 69' |       | 48' F. Ayité | Baba Yarastadion, Kumasi Scheidsrechter: Bakary Gassama |

|                        |                              |       |         |                                                                        |
| 19 november 2014 16:00 | Guinee                       | 2 – 0 | Oeganda | Stade Mohammed V, Casablanca (Marokko) Scheidsrechter: Malang Diedhiou |
| 19 november 2014 16:00 | Traoré 23' Soumah 61' (pen.) |       |         | Stade Mohammed V, Casablanca (Marokko) Scheidsrechter: Malang Diedhiou |

### Groep F
| Team       | Gsp | G | G | V | DV | DT | DS | Pnt |
| ---------- | --- | - | - | - | -- | -- | -- | --- |
| Kaapverdië | 6   | 4 | 0 | 2 | 9  | 6  | +3 | 12  |
| Zambia     | 6   | 3 | 2 | 1 | 6  | 2  | +4 | 11  |
| Mozambique | 6   | 1 | 3 | 2 | 4  | 4  | 0  | 6   |
| Niger      | 6   | 0 | 3 | 3 | 4  | 11 | −7 | 3   |

|                        |        |       |            |                                                                 |
| 6 september 2014 15:00 | Zambia | 0 – 0 | Mozambique | Levy Mwanawasastadion, Ndola Scheidsrechter: Thierry Nkurunziza |
| 6 september 2014 15:00 |        |       |            | Levy Mwanawasastadion, Ndola Scheidsrechter: Thierry Nkurunziza |

|                        |            |       |                              |                                                                   |
| 6 september 2014 16:30 | Niger      | 1 – 3 | Kaapverdië                   | Stade Général Seyni Kountché, Niamey Scheidsrechter: Gehad Grisha |
| 6 september 2014 16:30 | Maazou 34' |       | 3', 24' Rodrigues 14' Fortes | Stade Général Seyni Kountché, Niamey Scheidsrechter: Gehad Grisha |

|                         |                     |       |           |                                                          |
| 10 september 2014 18:00 | Mozambique          | 1 – 1 | Niger     | Estádio do Zimpeto, Maputo Scheidsrechter: Wiish Yabarow |
| 10 september 2014 18:00 | Domingues 5' (pen.) |       | 25' Cissé | Estádio do Zimpeto, Maputo Scheidsrechter: Wiish Yabarow |

|                         |                        |       |             |                                                                       |
| 10 september 2014 16:00 | Kaapverdië             | 2 – 1 | Zambia      | Estádio Nacional de Cabo Verde, Praia Scheidsrechter: Malang Diedhiou |
| 10 september 2014 16:00 | Zé Luis 32' Mendes 77' |       | 56' Mulenga | Estádio Nacional de Cabo Verde, Praia Scheidsrechter: Malang Diedhiou |

|                       |                        |       |            |                                                                   |
| 11 oktober 2014 15:30 | Mozambique             | 2 – 0 | Kaapverdië | Estádio da Machava, Matola Scheidsrechter: Mohamed Farouk Mahmoud |
| 11 oktober 2014 15:30 | Kito 43' Reginaldo 60' |       |            | Estádio da Machava, Matola Scheidsrechter: Mohamed Farouk Mahmoud |

|                       |       |       |        |                                                                     |
| 11 oktober 2014 16:00 | Niger | 0 – 0 | Zambia | Stade Général Seyni Kountché, Niamey Scheidsrechter: Hudu Munyemana |
| 11 oktober 2014 16:00 |       |       |        | Stade Général Seyni Kountché, Niamey Scheidsrechter: Hudu Munyemana |

|                       |                                         |       |       |                                                               |
| 15 oktober 2014 18:00 | Zambia                                  | 3 – 0 | Niger | Levy Mwanawasastadion, Ndola Scheidsrechter: Juste Ephrem Zio |
| 15 oktober 2014 18:00 | Kalaba 58' Mayuka 73' Mweene 87' (pen.) |       |       | Levy Mwanawasastadion, Ndola Scheidsrechter: Juste Ephrem Zio |

|                       |            |       |            |                                                                       |
| 15 oktober 2014 16:30 | Kaapverdië | 1 – 0 | Mozambique | Estádio Nacional de Cabo Verde, Praia Scheidsrechter: Mahamadou Keita |
| 15 oktober 2014 16:30 | Héldon 75' |       |            | Estádio Nacional de Cabo Verde, Praia Scheidsrechter: Mahamadou Keita |

|                        |            |               |        |                                                               |
| 15 november 2014 16:00 | Mozambique | 0 – 1         | Zambia | Estádio do Zimpeto, Maputo Scheidsrechter: Eric Otogo-Castane |
| 15 november 2014 16:00 |            | 67' Singuluma |        | Estádio do Zimpeto, Maputo Scheidsrechter: Eric Otogo-Castane |

|                        |                              |       |                   |                                                                     |
| 15 november 2014 16:00 | Kaapverdië                   | 3 – 1 | Niger             | Estádio Nacional de Cabo Verde, Praia Scheidsrechter: Denis Dembele |
| 15 november 2014 16:00 | Lima 68' Kuca 89' Héldon 90' |       | 73' (e.d.) Varela | Estádio Nacional de Cabo Verde, Praia Scheidsrechter: Denis Dembele |

|                        |              |       |            |                                                              |
| 19 november 2014 18:00 | Zambia       | 1 – 0 | Kaapverdië | Levy Mwanawasastadion, Ndola Scheidsrechter: Bernard Camille |
| 19 november 2014 18:00 | Kampamba 77' |       |            | Levy Mwanawasastadion, Ndola Scheidsrechter: Bernard Camille |

|                        |       |       |            |                                                                   |
| 19 november 2014 17:00 | Niger | 1 – 1 | Mozambique | Stade Général Seyni Kountché, Niamey Scheidsrechter: Victor Gomes |
| 19 november 2014 17:00 |       |       |            | Stade Général Seyni Kountché, Niamey Scheidsrechter: Victor Gomes |

### Groep G
| Team     | Gsp | G | G | V | DV | DT | DS  | Pnt |
| -------- | --- | - | - | - | -- | -- | --- | --- |
| Tunesië  | 6   | 4 | 2 | 0 | 6  | 2  | +4  | 14  |
| Senegal  | 6   | 4 | 1 | 1 | 8  | 1  | +7  | 13  |
| Egypte   | 6   | 2 | 0 | 4 | 5  | 6  | −1  | 6   |
| Botswana | 6   | 0 | 1 | 5 | 1  | 11 | −10 | 1   |

|                        |                      |       |        |                                                                    |
| 5 september 2014 20:00 | Senegal              | 2 – 0 | Egypte | Stade Léopold Sédar Senghor, Dakar Scheidsrechter: Koman Coulibaly |
| 5 september 2014 20:00 | Diouf 17' Mané 45+1' |       |        | Stade Léopold Sédar Senghor, Dakar Scheidsrechter: Koman Coulibaly |

|                        |                                 |       |              |                                                                    |
| 6 september 2014 20:15 | Tunesië                         | 2 – 1 | Botswana     | Stade Mustapha Ben Jannet, Monastir Scheidsrechter: Mohamed Hamada |
| 6 september 2014 20:15 | Khazri 74' Chikhaoui 90' (pen.) |       | 44' Mogorosi | Stade Mustapha Ben Jannet, Monastir Scheidsrechter: Mohamed Hamada |

|                         |          |                     |         |                                                           |
| 10 september 2014 19:00 | Botswana | 0 – 2               | Senegal | Nationaal Stadion, Gaborone Scheidsrechter: Janny Sikazwe |
| 10 september 2014 19:00 |          | 33' Mané 84' N'Doye |         | Nationaal Stadion, Gaborone Scheidsrechter: Janny Sikazwe |

|                         |        |                    |         |                                                       |
| 10 september 2014 21:00 | Egypte | 0 – 1              | Tunesië | 30 Juni Stadion, Caïro Scheidsrechter: Bakary Gassama |
| 10 september 2014 21:00 |        | 14' F. Ben Youssef |         | 30 Juni Stadion, Caïro Scheidsrechter: Bakary Gassama |

|                       |          |                      |        |                                                            |
| 10 oktober 2014 18:30 | Botswana | 0 – 2                | Egypte | Nationaal Stadion, Gaborone Scheidsrechter: Tessema Bamlak |
| 10 oktober 2014 18:30 |          | 56' Elneny 62' Salah |        | Nationaal Stadion, Gaborone Scheidsrechter: Tessema Bamlak |

|                       |         |       |         |                                                                       |
| 10 oktober 2014 20:00 | Senegal | 0 – 0 | Tunesië | Stade Léopold Sédar Senghor, Dakar Scheidsrechter: Eric Otogo-Castane |
| 10 oktober 2014 20:00 |         |       |         | Stade Léopold Sédar Senghor, Dakar Scheidsrechter: Eric Otogo-Castane |

|                       |                     |       |          |                                                    |
| 15 oktober 2014 19:00 | Egypte              | 2 – 0 | Botswana | Cairostadion, Caïro Scheidsrechter: Bienvenu Sinko |
| 15 oktober 2014 19:00 | Gamal 52' Salah 72' |       |          | Cairostadion, Caïro Scheidsrechter: Bienvenu Sinko |

|                       |             |       |         |                                                                             |
| 15 oktober 2014 20:15 | Tunesië     | 1 – 0 | Senegal | Stade Mustapha Ben Jannet, Monastir Scheidsrechter: Rajindraparsad Seechurn |
| 15 oktober 2014 20:15 | Sassi 90+4' |       |         | Stade Mustapha Ben Jannet, Monastir Scheidsrechter: Rajindraparsad Seechurn |

|                        |          |       |         |                                                              |
| 14 november 2014 18:30 | Botswana | 0 – 0 | Tunesië | Nationaal Stadion, Gaborone Scheidsrechter: Juste Ephrem Zio |
| 14 november 2014 18:30 |          |       |         | Nationaal Stadion, Gaborone Scheidsrechter: Juste Ephrem Zio |

|                        |        |          |         |                                                 |
| 15 november 2014 19:00 | Egypte | 0 – 1    | Senegal | Cairostadion, Caïro Scheidsrechter: Sidi Alioum |
| 15 november 2014 19:00 |        | 7' Diouf |         | Cairostadion, Caïro Scheidsrechter: Sidi Alioum |

|                        |                          |       |           |                                                                     |
| 19 november 2014 21:00 | Tunesië                  | 2 – 1 | Egypte    | Stade Mustapha Ben Jannet, Monastir Scheidsrechter: Noumandiez Doué |
| 19 november 2014 21:00 | Chikhaoui 53' Khazri 81' |       | 14' Salah | Stade Mustapha Ben Jannet, Monastir Scheidsrechter: Noumandiez Doué |

|                        |                             |       |          |                                                                      |
| 19 november 2014 20:00 | Senegal                     | 3 – 0 | Botswana | Stade Léopold Sédar Senghor, Dakar Scheidsrechter: Mehdi Abid Charef |
| 19 november 2014 20:00 | Mbodj 22' Cissé 26' Sow 72' |       |          | Stade Léopold Sédar Senghor, Dakar Scheidsrechter: Mehdi Abid Charef |

## Gekwalificeerde landen
| Land               | Gekwalificeerd als | Datum van Kwalificatie | Aantal deelnames | Laatste deelname | Beste resultaat                  |
| ------------------ | ------------------ | ---------------------- | ---------------- | ---------------- | -------------------------------- |
| Equatoriaal-Guinea | Gastland           | 14 november 2014       | 2                | 2012             | Kwartfinales (2012)              |
| Kaapverdië         | Winnaar Groep F    | 15 oktober 2014        | 2                | 2013             | Kwartfinales (2013)              |
| Algerije           | Winnaar Groep B    | 15 oktober 2014        | 15               | 2013             | Winnaar (1990)                   |
| Tunesië            | Winnaar Groep G    | 14 november 2014       | 17               | 2013             | Winnaar (2004)                   |
| Zuid-Afrika        | Winnaar Groep A    | 15 november 2014       | 9                | 2013             | Winnaar (1996)                   |
| Zambia             | Tweede Groep F     | 15 november 2014       | 17               | 2013             | Winnaar (2012)                   |
| Kameroen           | Winnaar Groep D    | 15 november 2014       | 17               | 2010             | Winnaar (1984, 1988, 2000, 2002) |
| Gabon              | Winnaar Groep C    | 15 november 2014       | 5                | 2012             | Kwartfinales (1996, 2012)        |
| Burkina Faso       | Tweede Groep C     | 15 november 2014       | 9                | 2013             | Tweede (2013)                    |
| Senegal            | Tweede Groep G     | 15 november 2014       | 13               | 2012             | Tweede (2002)                    |
| Ivoorkust          | Tweede Groep D     | 19 november 2014       | 20               | 2012             | Winnaar (1992)                   |
| Ghana              | Winnaar Groep E    | 19 november 2014       | 19               | 2013             | Winnaar (1963, 1965, 1978, 1982) |
| Guinee             | Tweede Groep E     | 19 november 2014       | 11               | 2012             | Tweede (1976)                    |
| Mali               | Tweede Groep B     | 19 november 2014       | 8                | 2013             | Tweede (1972)                    |
| Congo-Brazzaville  | Tweede Groep A     | 19 november 2014       | 7                | 2000             | Winnaar (1976)                   |
| Congo-Kinshasa     | Beste derde        | 19 november 2014       | 17               | 2013             | Winnaar (1968, 1974)             |